# Les Tueurs de l'Ouest
Pour plus de détails, voir Fiche technique et Distribution.
Les Tueurs de l'Ouest (titre original : El precio de un hombre) est un Western Spaghetti italo-espagnol réalisé par Eugenio Martín, sorti en 1967.

## Synopsis
Un dangereux criminel, José Gomez, est arrêté pour le cambriolage d'une banque. Sur le chemin de la prison, José et ses gardes font une halte dans une auberge, dont les patrons ont bien connu José enfant. Ils l'aident alors à s'évader. Mais Luke Chilson, officier de la police fédérale, recherche José, sa tête étant mise à prix pour 3 000 dollars...

## Fiche technique
Sauf indication contraire, les informations mentionnées dans cette section peuvent être confirmées par la base de données cinématographiques IMDb,  présente dans la section « Liens externes ».
- Titre français : Les Tueurs de l'Ouest
- Titre original espagnol : El precio de un hombre
- Titres italiens : The Bounty Killer ou La morte ti segue... ma non ha fretta
- Réalisation : Eugenio Martín
- Scénario : James Donald Prindle, José Gutiérrez Maesso (it) et Eugenio Martín d'après le roman de Marvin Albert The Bounty Killer
- Musique : Stelvio Cipriani
- Production : José Gutiérrez Maesso (it) et Giuliano Simonetti
- Durée : 93 minutes

## Distribution
- Tomás Milián (VF : Pierre Trabaud) : José Gómez
- Richard Wyler (VF : Jean-Claude Michel) : Luke Chilson
- Mario Brega : Miguel
- Halina Zalewska : Eden
- Hugo Blanco : Déserteur
- Lola Gaos (VF : Lita Recio) : Ruth Harman
- Luis Barboo : Luis
- Manuel Zarzo (VF : Pierre Fromont) : Marty Hefner
- José Canalejas (VF : Pierre Garin) : Juan Valdez
- Chiro Bermejo (VF : Claude Joseph) : Dade
- Antonio Cintado (VF : Pierre Collet) : Max
- Frank Braña

## Accueil critique
Quentin Tarantino l'a classé 18e dans sa liste des 20 meilleurs westerns spaghetti.